# Inglaterra en la Copa Mundial de Fútbol de 1970
Inglaterra fue una de las 16 selecciones participantes en la Copa Mundial de Fútbol de México 1970, la que es su sexta participación consecutiva en un mundial.

## Clasificación
Inglaterra clasificó directamente al mundial como el campeón de la edición anterior.

## Jugadores
Estos fueron los 22 jugadores convocados para el torneo:

## Resultados
Inglaterra fue eliminada en los cuartos de final.

### Grupo 3
| País           | J | G | E | P | GF | GC | GD | PTS |
| -------------- | - | - | - | - | -- | -- | -- | --- |
| Brasil         | 3 | 3 | 0 | 0 | 8  | 3  | +5 | 6   |
| Inglaterra     | 3 | 2 | 0 | 1 | 2  | 1  | +1 | 4   |
| Rumania        | 3 | 1 | 0 | 2 | 4  | 5  | −1 | 2   |
| Checoslovaquia | 3 | 0 | 0 | 3 | 2  | 7  | −5 | 0   |

#### Contra Rumania
| 2 de junio de 1970 | Inglaterra | 1-0     | Rumania | Estadio Jalisco, Guadalajara                             |                                                          |
|                    | Hurst 65'  | Reporte |         | Asistencia: 50 560 espectadores Árbitro(s): Vital Loraux | Asistencia: 50 560 espectadores Árbitro(s): Vital Loraux |

| 1  | PO | Gordon Banks   |     |
| 2  | DF | Keith Newton   | 51' |
| 3  | DF | Terry Cooper   |     |
| 5  | DF | Brian Labone   |     |
| 6  | DF | Bobby Moore    |     |
| 4  | MC | Alan Mullery   |     |
| 8  | MC | Alan Ball      |     |
| 9  | MC | Bobby Charlton |     |
| 7  | DE | Francis Lee    | 75' |
| 10 | DE | Geoff Hurst    |     |
| 11 | DE | Martin Peters  |     |
| DT | DT | Alf Ramsey     |     |

| 21 | PO | Stere Adamache      |     |
| 2  | DF | Lajos Sătmăreanu    |     |
| 3  | DF | Nicolae Lupescu     |     |
| 4  | DF | Mihai Mocanu        |     |
| 5  | DF | Cornel Dinu         |     |
| 7  | DF | Emerich Dembrovschi |     |
| 10 | MC | Radu Nunweiller     |     |
| 15 | MC | Ion Dumitru         |     |
| 19 | DE | Florea Dumitrache   |     |
| 11 | DE | Mircea Lucescu      |     |
| 17 | DE | Gheorghe Tătaru     | 73' |
| DT | DT | Angelo Niculescu    |     |

| 14 | DF | Tommy Wright | 51' |
| 20 | DE | Peter Osgood | 75' |

| 16 | DE | Alexandru Neagu | 73' |

| Anotado | 65' | Geoff Hurst |

| Árbitro             | Vital Loraux |
| Árbitros asistentes | Roger Machin |
| Árbitros asistentes | Diego Di Leo |

| 1  | PO | Gordon Banks   |     |
| 2  | DF | Keith Newton   | 51' |
| 3  | DF | Terry Cooper   |     |
| 5  | DF | Brian Labone   |     |
| 6  | DF | Bobby Moore    |     |
| 4  | MC | Alan Mullery   |     |
| 8  | MC | Alan Ball      |     |
| 9  | MC | Bobby Charlton |     |
| 7  | DE | Francis Lee    | 75' |
| 10 | DE | Geoff Hurst    |     |
| 11 | DE | Martin Peters  |     |
| DT | DT | Alf Ramsey     |     |

| 21 | PO | Stere Adamache      |     |
| 2  | DF | Lajos Sătmăreanu    |     |
| 3  | DF | Nicolae Lupescu     |     |
| 4  | DF | Mihai Mocanu        |     |
| 5  | DF | Cornel Dinu         |     |
| 7  | DF | Emerich Dembrovschi |     |
| 10 | MC | Radu Nunweiller     |     |
| 15 | MC | Ion Dumitru         |     |
| 19 | DE | Florea Dumitrache   |     |
| 11 | DE | Mircea Lucescu      |     |
| 17 | DE | Gheorghe Tătaru     | 73' |
| DT | DT | Angelo Niculescu    |     |

| 14 | DF | Tommy Wright | 51' |
| 20 | DE | Peter Osgood | 75' |

| 16 | DE | Alexandru Neagu | 73' |

| Anotado | 65' | Geoff Hurst |

| Árbitro             | Vital Loraux |
| Árbitros asistentes | Roger Machin |
| Árbitros asistentes | Diego Di Leo |

#### Contra Brasil
| 7 de junio de 1970 | Brasil        | 1-0     | Inglaterra | Estadio Jalisco, Guadalajara                              |                                                           |
|                    | Jairzinho 59' | Reporte |            | Asistencia: 66 843 espectadores Árbitro(s): Abraham Klein | Asistencia: 66 843 espectadores Árbitro(s): Abraham Klein |

| 1  | PO | Félix            |     |
| 2  | DF | Brito            |     |
| 3  | DF | Piazza           |     |
| 4  | DF | Carlos Alberto   |     |
| 16 | DF | Everaldo         |     |
| 5  | MC | Clodoaldo        |     |
| 9  | MC | Tostão           | 68' |
| 11 | MC | Roberto Rivelino |     |
| 18 | MC | Caju             |     |
| 7  | DE | Jairzinho        |     |
| 10 | DE | Pelé             |     |
| DT | DT | Mário Zagallo    |     |

| 1  | PO | Gordon Banks   |     |
| 3  | DF | Terry Cooper   |     |
| 5  | DF | Brian Labone   |     |
| 6  | DF | Bobby Moore    |     |
| 14 | DF | Tommy Wright   |     |
| 4  | MC | Alan Mullery   |     |
| 8  | MC | Alan Ball      |     |
| 9  | MC | Bobby Charlton | 63' |
| 7  | DE | Francis Lee    | 63' |
| 10 | DE | Geoff Hurst    |     |
| 11 | DE | Martin Peters  |     |
| DT | DT | Alf Ramsey     |     |

| 13 | MC | Roberto | 68' |

| 19 | MC | Colin Bell | 63' |
| 22 | DE | Jeff Astle | 63' |

| Anotado | 59' | Jairzinho |

| Amonestado | 30' | Francis Lee |

| Árbitro             | Abraham Klein   |
| Árbitros asistentes | Arturo Yamasaki |
| Árbitros asistentes | Roger Machin    |

| 1  | PO | Félix            |     |
| 2  | DF | Brito            |     |
| 3  | DF | Piazza           |     |
| 4  | DF | Carlos Alberto   |     |
| 16 | DF | Everaldo         |     |
| 5  | MC | Clodoaldo        |     |
| 9  | MC | Tostão           | 68' |
| 11 | MC | Roberto Rivelino |     |
| 18 | MC | Caju             |     |
| 7  | DE | Jairzinho        |     |
| 10 | DE | Pelé             |     |
| DT | DT | Mário Zagallo    |     |

| 1  | PO | Gordon Banks   |     |
| 3  | DF | Terry Cooper   |     |
| 5  | DF | Brian Labone   |     |
| 6  | DF | Bobby Moore    |     |
| 14 | DF | Tommy Wright   |     |
| 4  | MC | Alan Mullery   |     |
| 8  | MC | Alan Ball      |     |
| 9  | MC | Bobby Charlton | 63' |
| 7  | DE | Francis Lee    | 63' |
| 10 | DE | Geoff Hurst    |     |
| 11 | DE | Martin Peters  |     |
| DT | DT | Alf Ramsey     |     |

| 13 | MC | Roberto | 68' |

| 19 | MC | Colin Bell | 63' |
| 22 | DE | Jeff Astle | 63' |

| Anotado | 59' | Jairzinho |

| Amonestado | 30' | Francis Lee |

| Árbitro             | Abraham Klein   |
| Árbitros asistentes | Arturo Yamasaki |
| Árbitros asistentes | Roger Machin    |

#### Contra Checoslovaquia
| 11 de junio de 1970 | Inglaterra        | 1-0     | Checoslovaquia | Estadio Jalisco, Guadalajara                             |                                                          |
|                     | Clarke 50' (pen.) | Reporte |                | Asistencia: 49 292 espectadores Árbitro(s): Roger Machin | Asistencia: 49 292 espectadores Árbitro(s): Roger Machin |

| 1  | PO | Gordon Banks   |     |
| 2  | DF | Keith Newton   |     |
| 3  | DF | Terry Cooper   |     |
| 6  | DF | Bobby Moore    |     |
| 17 | DF | Jack Charlton  |     |
| 4  | MC | Alan Mullery   |     |
| 9  | MC | Bobby Charlton | 65' |
| 19 | MC | Colin Bell     |     |
| 11 | DE | Martin Peters  |     |
| 21 | DE | Allan Clarke   |     |
| 22 | DE | Jeff Astle     | 65' |
| DT | DT | Alf Ramsey     |     |

| 1  | PO | Ivo Viktor       |     |
| 2  | DF | Karol Dobiaš     |     |
| 3  | DF | Václav Migas     |     |
| 4  | DF | Vladimír Hagara  |     |
| 14 | DF | Vladimír Hrivnák |     |
| 9  | MC | Ladislav Kuna    |     |
| 17 | MC | Jaroslav Pollák  |     |
| 18 | MC | František Veselý |     |
| 8  | DE | Ladislav Petráš  |     |
| 10 | DE | Jozef Adamec     |     |
| 21 | DE | Ján Čapkovič     | 72' |
| DT | DT | Jozef Marko      |     |

| 8  | MC | Alan Ball    | 65' |
| 20 | DE | Peter Osgood | 65' |

| 21 | DE | Karol Jokl | 72' |

| Anotado · Penal | 50' | Allan Clarke |

|  |

| Amonestado | 78' | Karol Dobiaš |

| Árbitro             | Roger Machin        |
| Árbitros asistentes | Gyula Emsberger     |
| Árbitros asistentes | Ferdinand Marschall |

| 1  | PO | Gordon Banks   |     |
| 2  | DF | Keith Newton   |     |
| 3  | DF | Terry Cooper   |     |
| 6  | DF | Bobby Moore    |     |
| 17 | DF | Jack Charlton  |     |
| 4  | MC | Alan Mullery   |     |
| 9  | MC | Bobby Charlton | 65' |
| 19 | MC | Colin Bell     |     |
| 11 | DE | Martin Peters  |     |
| 21 | DE | Allan Clarke   |     |
| 22 | DE | Jeff Astle     | 65' |
| DT | DT | Alf Ramsey     |     |

| 1  | PO | Ivo Viktor       |     |
| 2  | DF | Karol Dobiaš     |     |
| 3  | DF | Václav Migas     |     |
| 4  | DF | Vladimír Hagara  |     |
| 14 | DF | Vladimír Hrivnák |     |
| 9  | MC | Ladislav Kuna    |     |
| 17 | MC | Jaroslav Pollák  |     |
| 18 | MC | František Veselý |     |
| 8  | DE | Ladislav Petráš  |     |
| 10 | DE | Jozef Adamec     |     |
| 21 | DE | Ján Čapkovič     | 72' |
| DT | DT | Jozef Marko      |     |

| 8  | MC | Alan Ball    | 65' |
| 20 | DE | Peter Osgood | 65' |

| 21 | DE | Karol Jokl | 72' |

| Anotado · Penal | 50' | Allan Clarke |

|  |

| Amonestado | 78' | Karol Dobiaš |

| Árbitro             | Roger Machin        |
| Árbitros asistentes | Gyula Emsberger     |
| Árbitros asistentes | Ferdinand Marschall |

### Cuartos de final
| 14 de junio de 1970 | Alemania Federal                           | 3-2 (t. s.) | Inglaterra               | Estadio Nou Camp, León                                              |                                                                     |
|                     | Beckenbauer 68' · Seeler 82' · Müller 108' | Reporte     | Mullery 31' · Peters 49' | Asistencia: 23 357 espectadores Árbitro(s): Ángel Norberto Coerezza | Asistencia: 23 357 espectadores Árbitro(s): Ángel Norberto Coerezza |

| 1  | PO | Sepp Maier              |     |
| 2  | DF | Horst-Dieter Höttges    | 46' |
| 3  | DF | Karl-Heinz Schnellinger |     |
| 4  | DF | Franz Beckenbauer       |     |
| 7  | DF | Berti Vogts             |     |
| 11 | DF | Klaus Fichtel           |     |
| 12 | MC | Wolfgang Overath        |     |
| 9  | DE | Uwe Seeler              |     |
| 13 | DE | Gerd Müller             |     |
| 14 | DE | Reinhard Libuda         | 55' |
| 17 | DE | Hannes Löhr             |     |
| DT | DT | Helmut Schön            |     |

| 12 | PO | Peter Bonetti  |     |
| 2  | DF | Keith Newton   |     |
| 3  | DF | Terry Cooper   |     |
| 5  | DF | Brian Labone   |     |
| 6  | DF | Bobby Moore    |     |
| 4  | MC | Alan Mullery   |     |
| 8  | MC | Alan Ball      |     |
| 9  | MC | Bobby Charlton | 70' |
| 7  | DE | Francis Lee    |     |
| 10 | DE | Geoff Hurst    |     |
| 11 | DE | Martin Peters  | 81' |
| DT | DT | Alf Ramsey     |     |

| 13 | DF | Willi Schulz     | 46' |
| 18 | DE | Jürgen Grabowski | 55' |

| 19 | DE | Norman Hunter | 81' |
| 20 | MC | Colin Bell    | 70' |

| Anotado | 68'  | Franz Beckenbauer |
| Anotado | 82'  | Uwe Seeler        |
| Anotado | 108' | Gerd Müller       |

| Anotado | 31' | Alan Mullery  |
| Anotado | 49' | Martin Peters |

| Amonestado | 18' | Gerd Müller |

| Amonestado | 10' | Francis Lee |

| Árbitro             | Ángel Coerezza      |
| Árbitros asistentes | Guillermo Velásquez |
| Árbitros asistentes | José María Ortiz    |

| 1  | PO | Sepp Maier              |     |
| 2  | DF | Horst-Dieter Höttges    | 46' |
| 3  | DF | Karl-Heinz Schnellinger |     |
| 4  | DF | Franz Beckenbauer       |     |
| 7  | DF | Berti Vogts             |     |
| 11 | DF | Klaus Fichtel           |     |
| 12 | MC | Wolfgang Overath        |     |
| 9  | DE | Uwe Seeler              |     |
| 13 | DE | Gerd Müller             |     |
| 14 | DE | Reinhard Libuda         | 55' |
| 17 | DE | Hannes Löhr             |     |
| DT | DT | Helmut Schön            |     |

| 12 | PO | Peter Bonetti  |     |
| 2  | DF | Keith Newton   |     |
| 3  | DF | Terry Cooper   |     |
| 5  | DF | Brian Labone   |     |
| 6  | DF | Bobby Moore    |     |
| 4  | MC | Alan Mullery   |     |
| 8  | MC | Alan Ball      |     |
| 9  | MC | Bobby Charlton | 70' |
| 7  | DE | Francis Lee    |     |
| 10 | DE | Geoff Hurst    |     |
| 11 | DE | Martin Peters  | 81' |
| DT | DT | Alf Ramsey     |     |

| 13 | DF | Willi Schulz     | 46' |
| 18 | DE | Jürgen Grabowski | 55' |

| 19 | DE | Norman Hunter | 81' |
| 20 | MC | Colin Bell    | 70' |

| Anotado | 68'  | Franz Beckenbauer |
| Anotado | 82'  | Uwe Seeler        |
| Anotado | 108' | Gerd Müller       |

| Anotado | 31' | Alan Mullery  |
| Anotado | 49' | Martin Peters |

| Amonestado | 18' | Gerd Müller |

| Amonestado | 10' | Francis Lee |

| Árbitro             | Ángel Coerezza      |
| Árbitros asistentes | Guillermo Velásquez |
| Árbitros asistentes | José María Ortiz    |